# Martin Hiden
Martin Hiden (født 11. marts 1973 i Stainz, Østrig) er en tidligere østrigsk fodboldspiller (forsvarer).
Hiden spillede langt størstedelen af sin karriere for klubber i den østrigske Bundesliga, hvor han blandt andet havde ophold hos hovedstadsklubberne Rapid Wien og Austria Wien. Han havde også ophold hos Sturm Graz, Austria Salzburg og Austria Kärnten. Han vandt gennem karrieren i alt fire østrigske mesterskaber. Hans eneste klub i udlandet var engelske Leeds United, hvor han spillede fra 1998-2000.
Hiden spillede desuden 50 kampe for det østrigske landshold. Han var en del af det østrigske hold til VM i 1998 i Frankrig. Han kom dog ikke på banen i turneringen, hvor østrigerne blev slået ud efter det indledende gruppespil. Han deltog også ved EM i 2000 på hjemmebane, hvor det heller ikke blev til østrigsk avancement fra den indledende pulje.